# ستانلي شيرا
ستانلي إسحاق شيرا (الأنجليزية: Stanley Chera) كان مطورًا عقاريًا أمريكيًا ومؤسس شركة Crown Acquisitions.

## حياته
وُلد شيرا في بروكلين لعائلة يهودية سورية، وبدأ في شراء العقارات في مدينة نيويورك في الثمانينيات، أولاً كشريك أقلية ثم لاحقًا في العقد الأول من القرن الحادي والعشرين كمطور رئيسي.
شيرا لديه زوجة وثلاثة أبناء. توفي شيرا بسبب المضاعفات التي تسبب بها فيروس كورونا  عن عمر يناهز ال 77 وبثروة تقدر ب 4 مليارات دولار.

## مسيرته
في الثمانينيات، بدأ شيرا (المسؤول عن شركة العائلية آنذاك) في شراء العقارات في مدينة نيويورك، في البداية كشريك أقلية ثم في عام 2000 كمطور رئيسي.

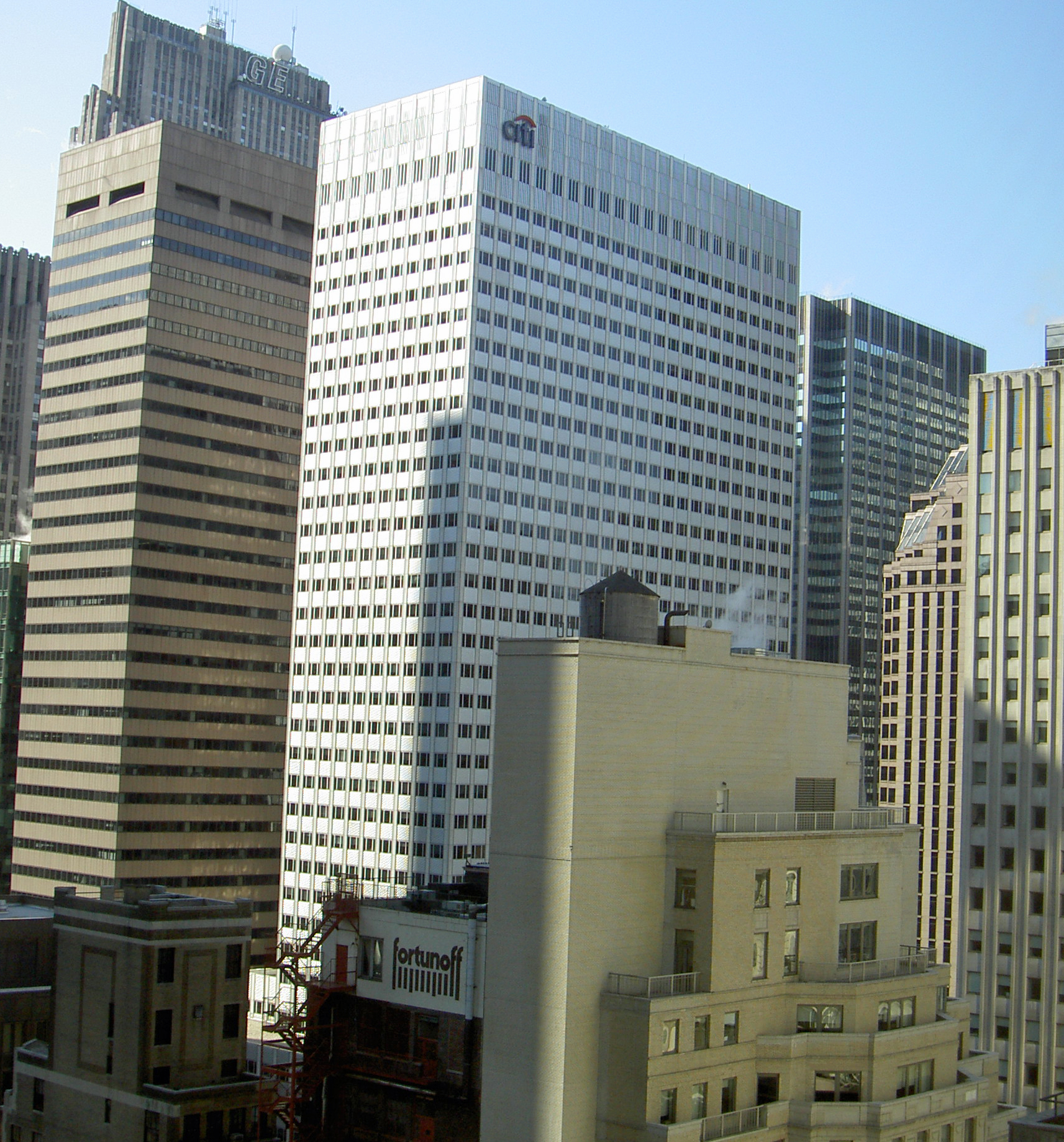
مبنى التجع الخامس في نيويورك

قام شيرا بمشروع مشترك مع مجموعة كارلايل العقارية (The Carlyle Group) ورجل الأعمال تشارلز كوشنر، ببيع جزء من التجمع الخامس 666 (660 Fifth Avenue) وهي ناطحة سحاب في نيويورك، في صفقتين بقيمة تتجاوز مليار دولار، وكذلك جزء من فندق سانت ريجيس في مشروع مشترك مع رجل الأعمال لويد جولدمان وجيفري فيل مقابل 380 مليون دولار.

## وفاته
تم نقل شيرا إلى المستشفى بسبب مرض غير معروف في مارس 2020  ثم ثبتت إصابته بفيروس COVID-19 . قبل دخوله المستشفى، انتقل إلى منزله في ديل ، نيو جيرسي. دخل شيرا في غيبوبة في الأسبوع التالي  وتوفي في 11 أبريل 2020. كما أصيبت زوجته بالفيروس لكنها تعافت.
وصف دونالد ترامب، في مقابلة مع قناة فوكس نيوز في مايو 2020  وفاة شيرا بأنها ذات تأثير كبير على تفكيره:
لقد فقدت ثلاثة أصدقاء. أحدهم، صديق جيد جدًا، رجل ناجح جدًا، رجل من نيويورك، وظف الكثير من الناس الذين كانوا يبكون جميعًا على وفاته. ستانلي شيرا. ذهب إلى المستشفى، اتصل بي. قال: «لقد جاءت نتيجة الفحص إيجابية». قلت، «حسنًا، ماذا ستفعل؟» قال: «أنا ذاهب إلى المستشفى. سأتصل بك غدًا.» لم يتصل. اتصلت بالمستشفى قالو لي أنه في غيبوبة. الآن، أعرف الكثير من الأشخاص الذين أصيبوا بالأنفلونزا، ولم يكونوا في غيبوبة أبدًا.
عندما اصيب ترامب ب فيروس كورونا قال «هل سأخرج مثل ستان شيرا؟» 

## اقرأ أيضا
- أمريكيون سوريون
- عرب أمريكا
- تاريخ اليهودي في سوريا